# 少衛 (左垣)
少衛 (左垣)也称仙王座π、紫微左垣七，又名BD+74 1006，HD 218658、SAO 10629、HR 8819，是仙王座的一颗恒星，视星等为4.41，位于銀經116.42，銀緯13.84，其B1900.0坐标为赤經23h 4m 42.9s，赤緯+74° 13.84′ 49″。